# 은골로 캉테
은골로 캉테(프랑스어: N'Golo Kanté, 1991년 3월 29일~)는 프랑스의 축구 선수로, 포지션은 중앙 미드필더이다. 현재 사우디 프로페셔널리그의 알이티하드와 프랑스 축구 국가대표팀에서 활약하고 있다.

## 구단 경력
파리의 말리계 이민자 집안에서 태어났다. 1999년부터 2012년까지 JS 쉬렌과 US 불로뉴의 유소년팀에서 활동하다가 2012년 US 불로뉴 성인팀 입단을 통해 프로에 입문한 뒤 프랑스 2부 리그 2011-12 시즌에서 40경기 4골을 기록했지만 팀은 리그 19위에 그치며 프랑스 3부 리그로 강등되는 수모를 당했고 2012-13 시즌에는 3부 리그에서 활동했다.
이후 2013년 2부 리그팀인 SM 캉과 입단 계약을 체결했고 이적 후 2014-15 시즌까지 리그 75경기를 소화하며 팀의 차기 시즌 1부 리그 승격 및 2014-15 시즌 1부 리그 잔류에 큰 힘을 실어줬다.
그 뒤 2015-16 시즌을 앞두고 계약 기간 4년·한화 약 103억원의 이적료로 잉글랜드 프리미어리그의 레스터 시티로 트레이드되어프리미어리그 2015-16 시즌 리그 37경기를 소화하면서 팀의 창단 첫 프리미어리그 우승의 일등공신으로 맹활약했으며 2015-16 시즌을 마친 후 계약 기간 5년·한화 약 440억원의 이적료를 받고 같은 프리미어리그팀인 첼시 FC의 유니폼으로 갈아입었다.
첼시로 이적 후 리그 및 컵대회를 포함해 269경기에 출장하여 프리미어리그 2016-17 우승, 잉글랜드 FA컵 2017-18 우승, 2018-19년 UEFA 유로파리그 우승, 2020-21년 UEFA 챔피언스리그 우승을 이끌었고 특히 2020-21 시즌 챔피언스리그에서 팀을 9년만에 챔스 우승으로 이끈 공로를 인정받아 대회 결승전 최우수선수에 선정되는 영예를 안았다.
첼시와 계약 만료 후 사우디 프로페셔널리그의 알이티하드 클럽에 입단하였다.

## 국가대표팀 경력
2016년 3월 17일 네덜란드와 러시아와의 친선 경기를 앞두고 프랑스 A대표팀에 첫 발탁되었다. 8일 후인 3월 25일 요한 크루이프 아레나에서 열린 네덜란드와의 친선 경기에서 국제 A매치 데뷔전을 치렀고 러시아와의 친선 경기에서 A매치 데뷔골을 신고하며 팀의 4-2 승리를 이끌었다.
이후 자국에서 열린 UEFA 유로 2016 본선 엔트리에 합류하여 준우승에 이바지했고 2018년 5월 17일 2018년 FIFA 월드컵 본선 엔트리에도 합류하여 덴마크와의 C조 최종전에서 맨 오브 더 매치에 선정되며 팀의 20년만의 월드컵 통산 2번째 우승에 큰 힘을 보탰다.

## 경력 통계
2025년 5월 30일까지의 기록
| 클럽        | 시즌      | 리그 | 리그 | 컵   | 컵   | 유럽 | 유럽 | 기타 | 기타 | 합계 | 합계 |
| 클럽        | 시즌      | 출장 | 득점 | 출장 | 득점 | 출장 | 득점 | 출장 | 득점 | 출장 | 득점 |
| ----------- | --------- | ---- | ---- | ---- | ---- | ---- | ---- | ---- | ---- | ---- | ---- |
| US 불로뉴   | 2011–12   | 1    | 0    | -    | -    | -    | -    | -    | -    | 1    | 0    |
| US 불로뉴   | 2012–13   | 37   | 3    | 2    | 1    | -    | -    | -    | -    | 39   | 4    |
| US 불로뉴   | 합계      | 40   | 3    | 2    | 1    | -    | -    | -    | -    | 40   | 4    |
| SM 캉       | 2013–14   | 38   | 2    | 5    | 1    | -    | -    | -    | -    | 43   | 3    |
| SM 캉       | 2014–15   | 37   | 2    | 2    | 1    | -    | -    | -    | -    | 39   | 3    |
| SM 캉       | 합계      | 82   | 4    | 7    | 2    | -    | -    | -    | -    | 82   | 6    |
| 레스터 시티 | 2015–16   | 37   | 1    | 3    | 0    | -    | -    | -    | -    | 40   | 1    |
| 첼시        | 2016-17   | 35   | 1    | 6    | 1    | -    | -    | -    | -    | 41   | 2    |
| 첼시        | 2017-18   | 34   | 1    | 7    | 0    | 6    | 0    | 1    | 0    | 48   | 1    |
| 첼시        | 2018-19   | 36   | 4    | 7    | 1    | 10   | 0    | -    | -    | 53   | 5    |
| 첼시        | 2019-20   | 22   | 3    | 1    | 0    | 4    | 0    | 1    | 0    | 28   | 3    |
| 첼시        | 2020-21   | 30   | 0    | 5    | 0    | 13   | 0    | -    | -    | 48   | 0    |
| 첼시        | 2021-22   | 26   | 2    | 7    | 0    | 6    | 0    | 3    | 0    | 42   | 2    |
| 첼시        | 2022-23   | 7    | 0    | -    | -    | 2    | 0    | -    | -    | 9    | 0    |
| 첼시        | 합계      | 190  | 11   | 33   | 2    | 41   | 0    | 5    | 0    | 269  | 13   |
| 알 이티하드 | 2023-24   | 30   | 2    | 4    | 1    | 6    | 0    | 6    | 1    | 46   | 4    |
| 알 이티하드 | 2024-25   | 31   | 4    | 4    | 0    |      |      |      |      | 35   | 4    |
| 알 이티하드 | 합계      | 61   | 6    | 8    | 1    | 6    | 0    | 6    | 1    | 81   | 8    |
| 통산 기록   | 통산 기록 | 401  | 25   | 53   | 6    | 47   | 0    | 11   | 1    | 512  | 32   |

## 수상

#### 레스터 시티
- 프리미어리그 : 2015-16

#### 첼시
- 프리미어리그 : 2016-17
- FA컵 : 2017-18
- UEFA 유로파리그 : 2018-19
- UEFA 챔피언스리그 : 2020-21
- UEFA 슈퍼컵 : 2021
- FIFA 클럽 월드컵 : 2021

#### 알이티하드
- 사우디 프로 리그 : 2024-25
- 킹스 컵 : 2024-25

#### 프랑스
- FIFA 월드컵 : 2018
- UEFA 네이션스리그 : 2020-21

### 개인
- PFA 올해의 선수 : 2016-17
- FWA 올해의 선수 : 2016-17
- 프리미어리그 올해의 선수[6] : 2016-17
- PFA 올해의 팀 : 2015-16, 2016-17
- UEFA 올해의 팀 : 2018
- UEFA 챔피언스리그 결승전 MoM : 2021
- UEFA 챔피언스리그 최우수 미드필더 : 2020-21
- UEFA 챔피언스리그 시즌의 스쿼드 : 2020-21
- UEFA 유로파리그 시즌의 스쿼드 : 2018-19
- FIFA/FIFPro 월드 베스트 XI : 2018, 2021
- ESM 올해의 팀 : 2015-16, 2016-17
- UNFP 최우수 해외 선수 : 2017, 2018
- 레스터 올해의 선수 : 2015-16
- 첼시 올해의 선수 : 2016-17
- 프랑스 올해의 선수 : 2017
- 레지옹 도뇌르 : 2018

#### 발롱도르
- 2017 - 8
- 2018 - 11
- 2021 - 5